# Slovenska republiška liga 1983-1984
La Slovenska republiška nogometna liga 1983./84. (it. "Campionato calcistico della Repubblica di Slovenia 1983-84") fu la trentaseiesima edizione del campionato della Repubblica Socialista di Slovenia. Era uno dei gironi delle Republičke lige 1983-1984, terzo livello della piramide calcistica jugoslava.
Il campionato venne vinto dal Maribor, al suo quarto titolo nella slovenia repubblicana (su quattro partecipazioni).

Questo successo diede ai viola la promozione diretta in Druga Liga 1984-1985.
Il capocannoniere del torneo fu Milan Bošković, del Rudar Velenje, con 21 reti.

## Squadre partecipanti
| Squadra    | Città           | Stagione 1982-83 | Stagione 1982-83   |
| Squadra    | Città           | Pos.             | Divisione          |
| ---------- | --------------- | ---------------- | ------------------ |
| Maribor    | Maribor         | 17°              | Druga liga Ovest   |
| Izola      | Isola d'Istria  | 2°               | Slovenska liga     |
| Šmartno    | Šmartno ob Paki | 3°               | Slovenska liga     |
| Koper      | Capodistria     | 4°               | Slovenska liga     |
| Mura       | Murska Sobota   | 5º               | Slovenska liga     |
| Rudar (Tr) | Trbovlje        | 6º               | Slovenska liga     |
| Rudar (Ve) | Velenje         | 7°               | Slovenska liga     |
| Stol       | Kamnik          | 8º               | Slovenska liga     |
| Kovinar    | Maribor         | 9°               | Slovenska liga     |
| Železničar | Maribor         | 10º              | Slovenska liga     |
| Primorje   | Aidussina       | 11°              | Slovenska liga     |
| Triglav    | Kranj           | 12°              | Slovenska liga     |
| Vozila     | Nova Gorica     | 1°               | Območna liga Ovest |
| Kladivar   | Celje           | 1°               | Območna liga Est   |

## Classifica
|                      | Pos. | Squadra            | Pt | G  | V  | N | P  | GF | GS | DR  |
| -------------------- | ---- | ------------------ | -- | -- | -- | - | -- | -- | -- | --- |
|                      | 1.   | Maribor            | 45 | 26 | 22 | 1 | 3  | 74 | 11 | +63 |
|                      | 2.   | Rudar Velenje      | 36 | 26 | 15 | 6 | 5  | 51 | 30 | +21 |
|                      | 3.   | Rudar Trbovlje     | 32 | 26 | 13 | 6 | 7  | 39 | 25 | +14 |
|                      | 4.   | Koper              | 30 | 26 | 13 | 4 | 9  | 38 | 26 | +12 |
|                      | 5.   | Kovinar Maribor    | 25 | 26 | 10 | 5 | 11 | 35 | 35 | 0   |
|                      | 6.   | Železničar Maribor | 25 | 26 | 10 | 5 | 11 | 30 | 31 | −1  |
|                      | 7.   | Mura               | 25 | 26 | 9  | 7 | 10 | 32 | 39 | −7  |
|                      | 8.   | Triglav            | 24 | 26 | 9  | 6 | 11 | 33 | 39 | −6  |
|                      | 9.   | Vozila             | 23 | 26 | 7  | 9 | 10 | 28 | 35 | −7  |
|                      | 10.  | Kladivar Celje     | 23 | 26 | 8  | 7 | 11 | 32 | 46 | −14 |
|                      | 11.  | Izola              | 23 | 26 | 9  | 5 | 12 | 26 | 44 | −18 |
|                      | 12.  | Šmartno ob Paki    | 22 | 26 | 7  | 8 | 11 | 38 | 45 | −7  |
|                      | 13.  | Stol Kamnik        | 20 | 26 | 6  | 8 | 12 | 44 | 51 | −7  |
|                      | 14.  | Primorje           | 11 | 26 | 3  | 5 | 18 | 28 | 74 | −46 |
| Fonte: sportsport.ba |      |                    |    |    |    |   |    |    |    |     |

Legenda:
      Promosso in Druga Liga 1984-1985.
      Retrocesso nella divisione inferiore.
Note:
Due punti a vittoria, uno a pareggio, zero a sconfitta.

## Divisione inferiore
| Girone                                                                  | Vincitore | 2º posto    | 3º posto |
| ----------------------------------------------------------------------- | --------- | ----------- | -------- |
| Območna liga Ovest                                                      | Ilirija   | ŽNK Lubiana | Medvode  |
| Območna liga Est                                                        | Brežice   | Dravinja    | Aluminij |
| In grassetto le squadre promosse in Slovenska republiška liga 1984-1985 |           |             |          |